# Сант-Орсола-Терме
Сант-Орсола-Терме (італ. Sant'Orsola Terme) — муніципалітет в Італії, у регіоні Трентіно-Альто-Адідже,  провінція Тренто.
Сант-Орсола-Терме розташований на відстані близько 480 км на північ від Рима, 16 км на схід від Тренто.
Населення — 1107 осіб (2014).

## Демографія
Населення за роками:

Станом на 1 січня 2023 року в муніципалітеті офіційно проживало 28 іноземців з 15 країн, серед них 11 громадян країн Євросоюзу.

## Сусідні муніципалітети
- Базельга-ді-Піне
- Бедолло
- Фієроццо
- Фрассілонго
- Палу-дель-Ферсіна
- Перджине-Вальсугана